# Felicitări (film)
Felicitări (titlu original: Greetings) este un film american de comedie neagră din 1968 regizat de Brian De Palma. Un film satiric despre bărbați care evită înrolarea în Războiul din Vietnam, îl prezintă pe tânărul Robert De Niro în primul său rol principal. A fost primul film care a primit un rating X acordat de către MPAA, deși ulterior i s-a acordat un rating R.
De Niro a rejucat rolul lui Jon Rubin în filmul din 1970 Bună, mamă! regizat tot de De Palma. Filmul a fost înscris la al 19-lea Festival Internațional de Film de la Berlin, unde a câștigat un premiu Ursul de Argint.

## Prezentare
Un film inedit, episodic, despre trei prieteni, Paul, un timid căutător al dragostei, Lloyd, un nebun vibrant al teoriei conspirației și Jon, un cineast aspirant și observator. Filmul satirizează dragostea liberă, asasinarea lui Kennedy, Vietnamul și filmul amator.

## Distribuție
- Robert De Niro – Jon Rubin
- Jonathan Warden – Paul Shaw
- Gerrit Graham – Lloyd Clay
- Richard Hamilton – Pop Artist
- Megan McCormick – Marina
- Tina Hirsch – Tina (as Bettina Kugel)
- Jack Cowley – Fashion Photographer
- Jane Lee Salmons – Model
- Ashley Oliver – Bronx Secretary
- Melvin Morgulis – 'Rat' Vendor
- Cynthia Peltz – Divorcee
- Peter Maloney – Earl Roberts
- Rutanya Alda – Linda (Shoplifter) (ca Ruth Alda)
- Ted Lescault – Bookstore Manager
- Mona Feit – Mystic
- M. Dobish – T.V. Cameraman
- Richard Landis – Ex-G.I.
- Carol Patton – Blonde in Park
- Allen Garfield – Smut Peddler
- Sara-Jo Edlin – Nymphomaniac
- Roz Kelly – Photographer
- Ray Tuttle – T.V. News Correspondent
- Tisa Chiang – Vietnamese Girl